# Rickey Gibson
Rickey Lee Gibson Jr. (Birmingham, 7 luglio 1984) è un ex cestista statunitense.

## Palmarès
- Campionato svizzero: 1

SAV Vacallo: 2008-09
- Coppa di Svizzera: 3

SAV Vacallo: 2008, 2009
Lugano Tigers: 2014
- Coppa di Lega svizzera: 1

Monthey: 2016